# Jardin botanique de Rabat
Le Jardin botanique de Rabat, dont le nom officiel est « Jardin botanique de l'Institut agronomique et vétérinaire Hassan II », est un jardin botanique situé à Rabat, capitale du Maroc. Son code d'identification internationale est RABAT.

## Collections
Ce jardin botanique, fondé par l'Institut agronomique et vétérinaire Hassan II (IAV) en 1991, constitue un conservatoire d'espèces rares ou menacées et a une vocation pédagogique. On y rencontre sept cents espèces endémiques du Maroc sur un total de 3 342. Elles sont regroupées en trois secteurs :
- Plantes indigènes du Maroc présentées avec leurs critères écologiques
- Plantes rares et menacées du Maroc
- Herbier des spécimens présents au Maroc